# Nösslinge socken
Nösslinge socken i Halland ingick i Himle härad, ingår sedan 1971 i Varbergs kommun och motsvarar från 2016 Nösslinge distrikt.
Socknens areal är 39,26 kvadratkilometer, varav 34,45 land. År 2000 fanns här 144 invånare. Kyrkbyn Nösslinge med sockenkyrkan Nösslinge kyrka ligger i socknen.  

## Administrativ historik
Nösslinge socken har medeltida ursprung.
Vid kommunreformen 1862 övergick socknens ansvar för de kyrkliga frågorna till Nösslinge församling och för de borgerliga frågorna till Nösslinge landskommun.  Landskommunen uppgick 1952 i Himledalens landskommun som 1971 uppgick i Varbergs kommun. Församlingen uppgick 2002 i Himledalens församling.
1 januari 2016 inrättades distriktet Nösslinge, med samma omfattning som församlingen hade 1999/2000.  
Socknen har tillhört fögderier och domsagor enligt Himle härad. De indelta båtsmännen tillhörde Norra Hallands första båtsmanskompani.

## Geografi
Nösslinge socken ligger närmast Västergötland och kring sjöarna Stora Neten och Mäsen.  Socknen är en sjörik kuperad skogsbygd.
Socknen är rik på insjöar. De största är Mäsen som delas med Karl Gustavs och Skällinge socknar i Varbergs kommun, Barken som delas med Källsjö socken i Falkenbergs kommun, Svarten som delas med Skällinge och Rolfstorps socknar i Varbergs kommun och Svartrå socken i Falkenbergs kommun samt Stora Neten som delas med Skällinge socken.
Vid Ollered fanns förr ett gästgiveri.
Vandringsstråket Hallandsleden går här förbi.

## Fornlämningar
Från stenåldern finns en hällkista.

## Namnet
Namnet (1330-talet Nyslinge) kommer från kyrkbyn. Förleden har oklar tolkning. Efterleden är inge, 'inbyggare'.

## Befolkningsutveckling
| Befolkningsutvecklingen i Nösslinge socken 1750–1990                                                    | Befolkningsutvecklingen i Nösslinge socken 1750–1990 | Befolkningsutvecklingen i Nösslinge socken 1750–1990 | Befolkningsutvecklingen i Nösslinge socken 1750–1990 | Befolkningsutvecklingen i Nösslinge socken 1750–1990 |
| --- | ---------------------------------------------------- | ---------------------------------------------------- | ---------------------------------------------------- | ---------------------------------------------------- |
| |                                                      |                                                      |                                                      |                                                      |
| År |                                                      |                                                      | Folkmängd                                            |                                                      |
| 1750 | 1750                                                 |                                                      | 248                                                  |                                                      |
| 1760 | 1760                                                 |                                                      | 288                                                  |                                                      |
| 1780 | 1780                                                 |                                                      | 282                                                  |                                                      |
| 1800 | 1800                                                 |                                                      | 313                                                  |                                                      |
| 1810 | 1810                                                 |                                                      | 295                                                  |                                                      |
| 1820 | 1820                                                 |                                                      | 331                                                  |                                                      |
| 1830 | 1830                                                 |                                                      | 383                                                  |                                                      |
| 1840 | 1840                                                 |                                                      | 426                                                  |                                                      |
| 1850 | 1850                                                 |                                                      | 426                                                  |                                                      |
| 1860 | 1860                                                 |                                                      | 475                                                  |                                                      |
| 1870 | 1870                                                 |                                                      | 505                                                  |                                                      |
| 1880 | 1880                                                 |                                                      | 490                                                  |                                                      |
| 1890 | 1890                                                 |                                                      | 457                                                  |                                                      |
| 1900 | 1900                                                 |                                                      | 404                                                  |                                                      |
| 1910 | 1910                                                 |                                                      | 356                                                  |                                                      |
| 1920 | 1920                                                 |                                                      | 330                                                  |                                                      |
| 1930 | 1930                                                 |                                                      | 305                                                  |                                                      |
| 1940 | 1940                                                 |                                                      | 261                                                  |                                                      |
| 1950 | 1950                                                 |                                                      | 232                                                  |                                                      |
| 1960 | 1960                                                 |                                                      | 218                                                  |                                                      |
| 1970 | 1970                                                 |                                                      | 162                                                  |                                                      |
| 1980 | 1980                                                 |                                                      | 143                                                  |                                                      |
| 1990 | 1990                                                 |                                                      | 137                                                  |                                                      |
| Anm: Källor: Umeå universitet - Tabellverket 1749-1859, Demografiska databasen, CEDAR, Umeå universitet |                                                      |                                                      |                                                      |                                                      |